# Coupe du monde B de combiné nordique 1997
Navigation
1995 — 1996 1997 — 1998
| \| Bardufoss Rovaniemi Vuokatti Klingenthal Johanngeorgenstadt Garmisch-Partenkirchen Liberec Flühli Courchevel Zakopane \| Les sites des compétitions (manque Lake Placid) |
| Bardufoss Rovaniemi Vuokatti Klingenthal Johanngeorgenstadt Garmisch-Partenkirchen Liberec Flühli Courchevel Zakopane                                                       |

La coupe du monde B de combiné nordique 1996 — 1997 fut la septième édition de la coupe du monde, compétition de combiné nordique organisée annuellement de 1991 à 2008 et devenue depuis la coupe continentale.
Elle s'est déroulée du 30 novembre 1996 au 19 mars 1997, en 12 épreuves. Jamais auparavant cette compétition n'avait débuté aussi tôt dans la saison.
Cette coupe du monde B a débuté en Norvège, à Bardufoss et a fait étape au cours de la saison
en Finlande (Rovaniemi et Vuokatti),
en Allemagne (Klingenthal, Johanngeorgenstadt et Garmisch-Partenkirchen),
en Tchécoslovaquie (Liberec),
en Suisse (Flühli),
aux États-Unis d'Amérique (Lake Placid),
en France (Courchevel),
pour s'achever en Pologne, à Zakopane.
Cette Coupe du monde B fut le lieu de la première victoire russe de l'histoire de cette compétition : celle de Valeri Stoliarov à Rovaniemi le 7 décembre 1996.
Elle a été remportée par le français Frédéric Baud ; ce fut la première de ses deux victoires au classement général de cette compétition.

## Classement général
| Rang | Nom                           |
| ---- | ----------------------------- |
| 1    | Frédéric Baud                 |
| 2    | Robert Stadelmann             |
| 3    | Falk Weber                    |
| 4    | Magnar Freimuth               |
| 5    | Andrea Cecon                  |
| 6    | Igor Cuznar                   |
| 7    | Takashi Ueno                  |
| 8    | Nicolas Bal                   |
| 9    | Demian Carson                 |
| 10   | Sven Koch (de) Roland Zechner |
| 12   | Ricardo Stärker               |

## Calendrier
| Date                      | Épreuve       | Vainqueur          | Deuxième           | Troisième          |
| 1. Bardufoss              |               |                    |                    |                    |
| 30/11/1996                | K120 / 15 km  | Matthias Looß      | Valeri Stoliarov   | Ludovic Roux       |
| 2. Rovaniemi              |               |                    |                    |                    |
| 7/12/1996                 | K120 / 15 km  | Valeri Stoliarov   | Christoph Bieler   | Ludovic Roux       |
| 3. Vuokatti               |               |                    |                    |                    |
| 14/12/1996                | K90 / 15 km   | Kari Manninen      | Valeri Stoliarov   | Tapio Nurmela      |
| 4. Klingenthal            |               |                    |                    |                    |
| 4/01/1997                 | K80 / 15 km   | Futoshi Ōtake (de) | Jacob Gunnes       | Ago Markvardt      |
| 5. Johanngeorgenstadt     |               |                    |                    |                    |
| 8/01/1997                 | K75 / 7,5 km  | Marco Zarucchi     | Thomas Abratis     | Ronny Ackermann    |
| 6. Garmisch-Partenkirchen |               |                    |                    |                    |
| 11/01/1997                | K112 / 15 km  | Yukiyasu Suzuki    | Marco Zarucchi     | Mikko Keskinarkaus |
| 7. Liberec                |               |                    |                    |                    |
| 18/01/1997                | K120 / 15 km  | Marco Zarucchi     | Futoshi Ōtake (de) | Ricardo Stärker    |
| 8. Flühli                 |               |                    |                    |                    |
| 1/02/1997                 | K90 / 7,5 km  | Marco Zarucchi     | Enrico Heisig      | Enrico Franke      |
| 9. Lake Placid            |               |                    |                    |                    |
| 9/02/1997                 | K120 / 15 km  | Marco Zarucchi     | Andreas Hartmann   | Yukiyasu Suzuki    |
| 10. Courchevel            |               |                    |                    |                    |
| 2/03/1997                 | K90 / 15 km   | Frédéric Baud      | Igor Cuznar        | Robert Stadelmann  |
| 11 - 12. Zakopane         |               |                    |                    |                    |
| 18/03/1997                | K120 / 7,5 km | Frédéric Baud      | Demian Carson      | Stefan Habas (pl)  |
| 19/03/1997                | K120 / 15 km  | Stefan Habas (pl)  | Andrea Cecon       | Ralf Adloff        |